# Plexippus paykulli nigrescens
Plexippus paykulli là một phân loài nhện trong họ Salticidae.
Loài này thuộc chi Plexippus. Plexippus paykulli nigrescens được Lucien Berland miêu tả năm 1933.

## Hình ảnh

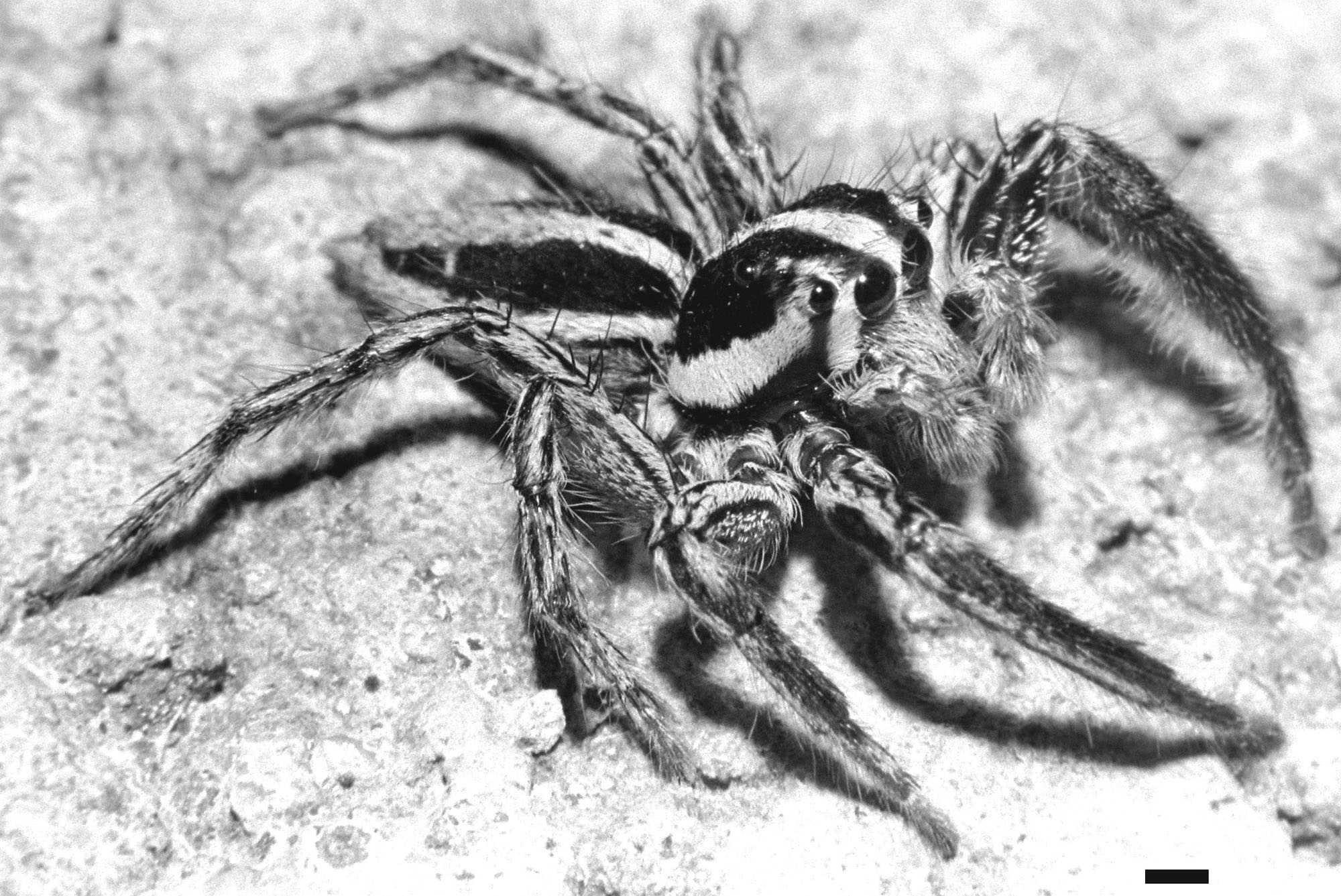
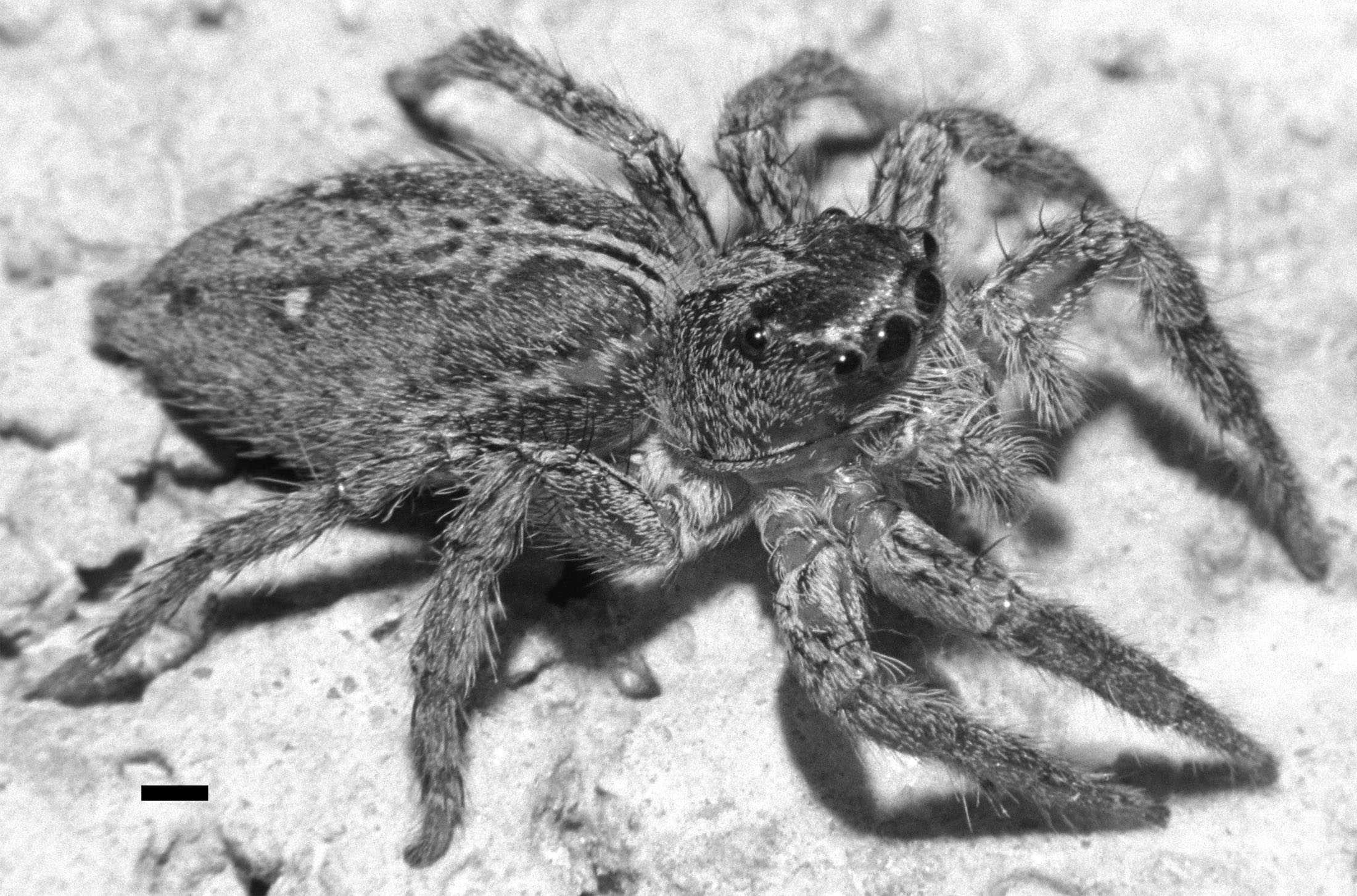
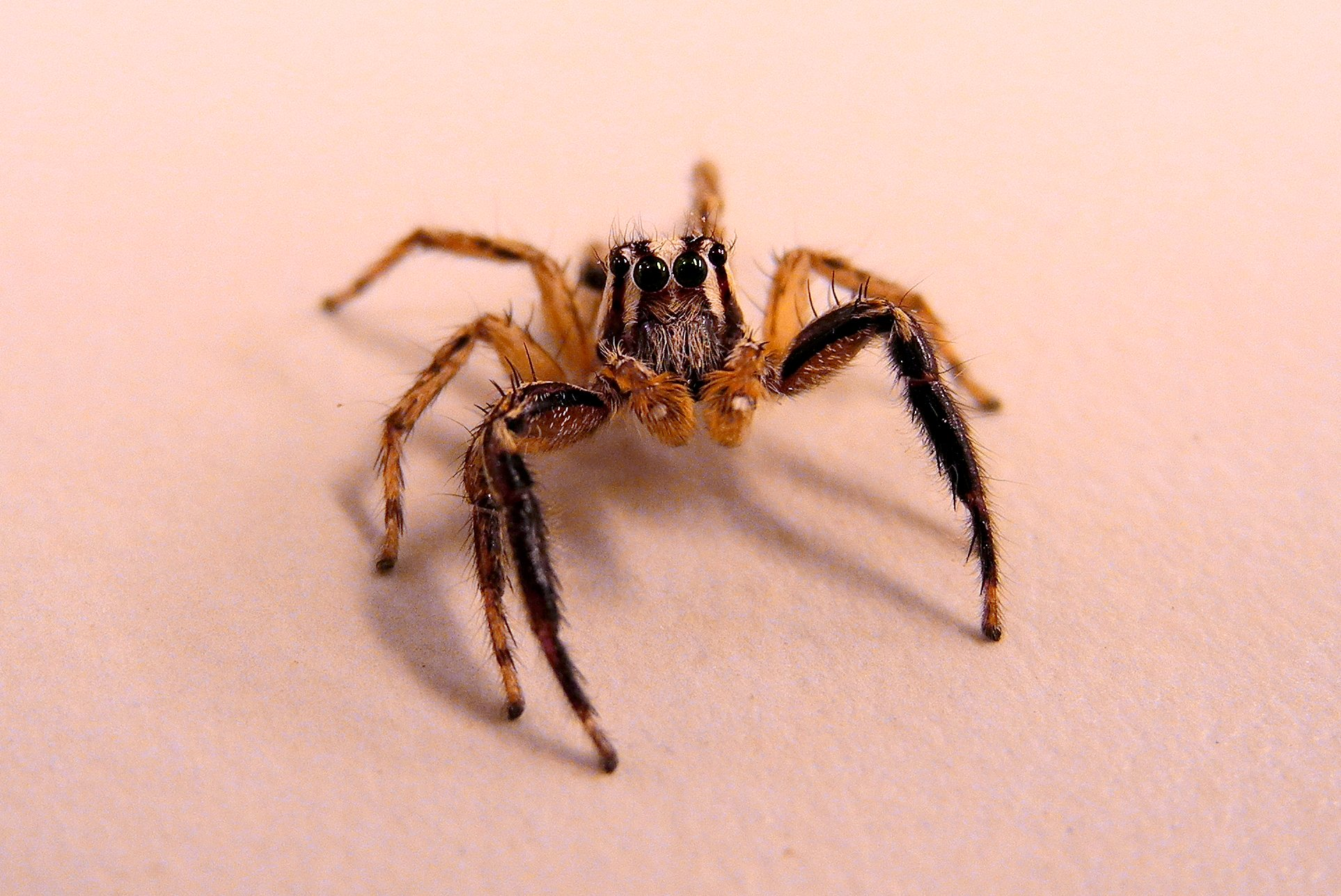
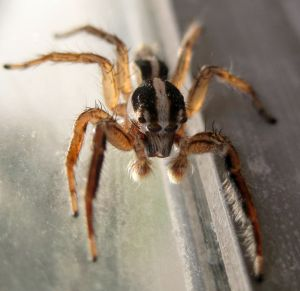